# Mónica Cruz
Mónica Cruz Sánchez (Madrid, 1977. március 16. –) spanyol színésznő, táncos és modell.

## Élete
Penélope Cruz húga, Eduardo Cruz és Encarna Sánchez gyermekeként született, van még egy öccse, akit Eduardo Cruznak hívnak. Már 4 éves korában tánccal kezdett foglalkozni, 17 évesen csatlakozott a híres spanyol táncos Joaquín Cortés társulatához, akivel beutazta az egész világot.
1998-ban készítette el, a La niña de tus ojos című film koreográfiáját, amiben nővére, Penélope a főszereplőt játszotta. 2002–2005 között az Egy lépés előre című sorozatban Silvia Jáureguit játszotta. Azóta ő is több filmben szerepelt, emellett nővérével együtt a Mango spanyol divatcég reklámjaiban is látható.

## Filmjei
- 2000-2005 Egy lépés előre
- 2006 Liolà
- 2006 Los Borgia
- 2006 A nyomozás
- 2007 All inclusive
- 2008 Asterix az olimpián
- 2008 Last Hour
- Karib tenger kalózai